# Microdon gloriosus
Microdon gloriosus är en tvåvingeart som beskrevs av Hull 1941. Microdon gloriosus ingår i släktet myrblomflugor, och familjen blomflugor.
Artens utbredningsområde är Thailand. Inga underarter finns listade i Catalogue of Life.